# 臺灣艋舺營

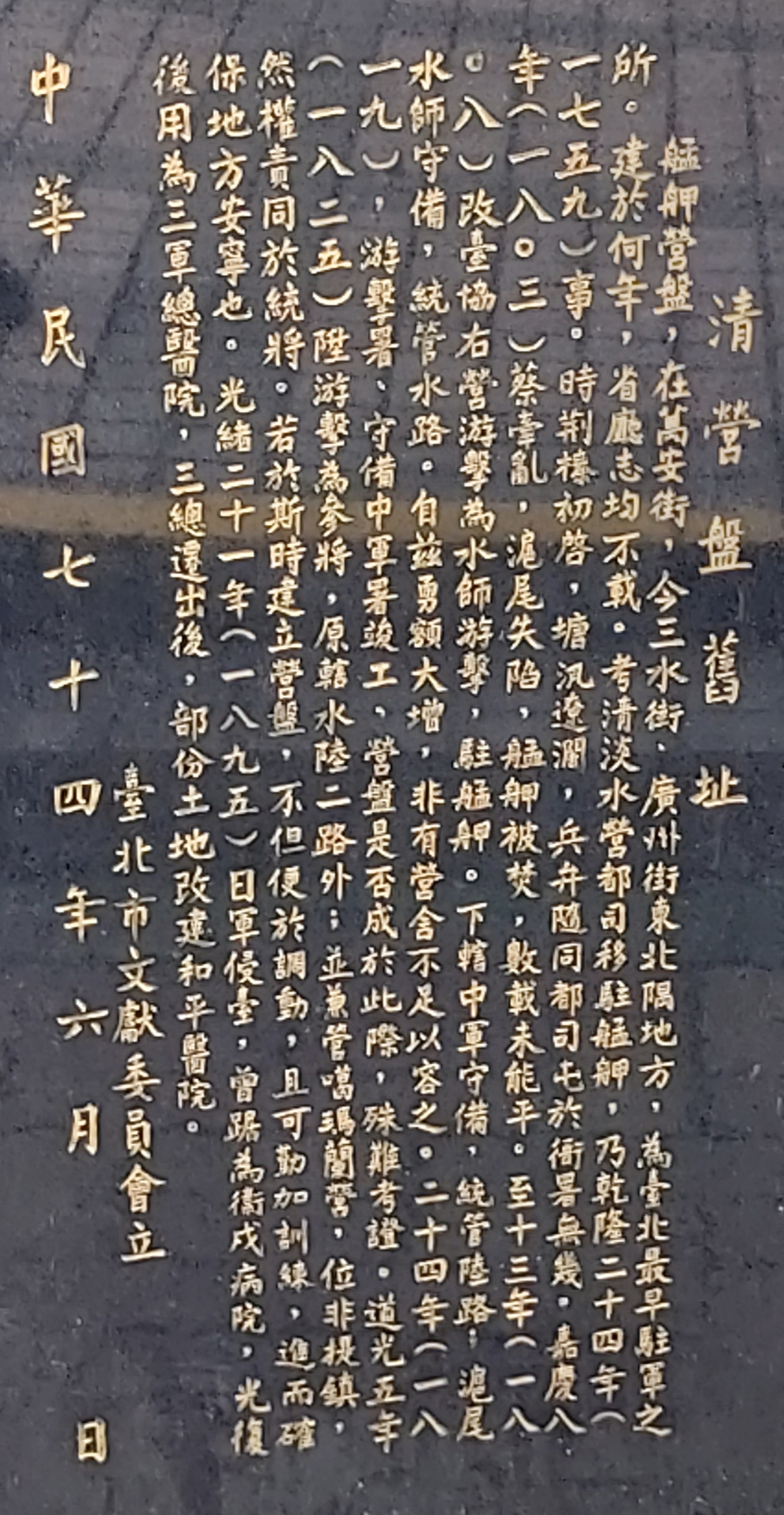
臺北市立文獻館清營盤舊址碑文

台灣艋舺營設置於1809年（嘉慶十四年），位於萬安街、今三水街與廣州街東北隅地方，為今台灣台北市範圍內第一個設置的軍事營盤正式建制，源於清乾隆二十四年（1759年）淡水營都司移駐艋舺。艋舺營設置普遍認為與之前嘉慶八年（1803年）海盜蔡牽於淡水地區作亂有關，時滬尾獅獻、艋舺被焚，至1808年改臺協右營游擊為水師游擊駐於艋舺，下轄中軍守備統管陸路、滬尾水師守備統管水路。除此，也因為艋舺漢人移民人口日益漸多而置。1819年，游擊署、守備中軍署竣工。
設置初，艋舺營最高配置游擊軍職，後於道光年間改設層級較高的參將，時除原轄水陸二路外，另監管噶瑪蘭營，權責同於統將。官署設置地點約為今北市中華路萬華車站附近。艋舺營屬台灣鎮台灣北路協節制，另外一說，該營為台灣水師協所轄。

## 來源
1. ↑  重修台灣省通志
2. ↑  艋舺公園碑文